# Astilbe chinensis
Astilbe chinensis, die Chinesische Prachtspiere, ist eine Pflanzenart aus der Gattung Prachtspieren (Astilbe) in der Familie der Steinbrechgewächse (Saxifragaceae). Sorten und von ihr abgeleitete Hybride werden als Zierpflanzen verwendet.

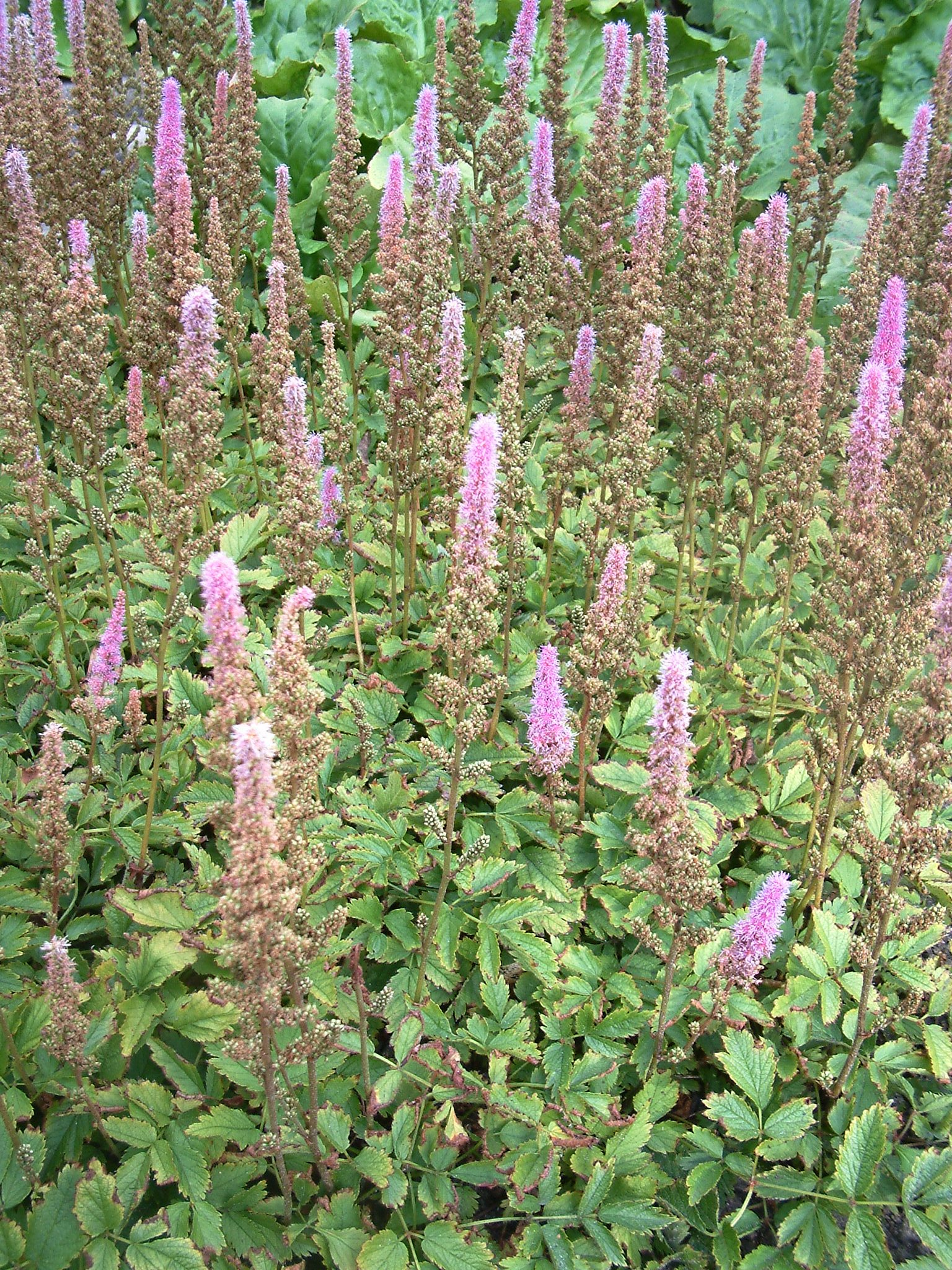
Chinesische Prachtspiere (Astilbe chinensis) in der Varietät var. pumila

## Beschreibung

### Vegetative Merkmale
Die Chinesische Prachtspiere ist eine ausdauernde, krautige Pflanze. Sie erreicht, als Wildform, Wuchshöhen von 50 bis 100 Zentimetern, Cultivare auch darüber. Die unterirdischen Rhizome überdauern den Winter und sind dunkelbraun gefärbt. Der Stängel ist glatt, kahl.
Die gestielten Grundblätter sind zwei- bis dreifach gefiedert. Ihre Fiederblättchen sind bei einer Länge von 1,8 bis 8 Zentimetern sowie einer Breite von 1,1 bis 4 Zentimetern rhombisch-elliptisch bis eiförmig mit spitzem bis zugespitztem oberen Ende und gesägtem Rand. Sie sind auf der Unterseite spärlich steif abstehend behaart und auf den Blattnerven drüsig. Oberseits sind sie auf den Adern borstig. Die zwei bis drei Stängelblätter sind kleiner als die Grundblätter.

### Generative Merkmale
Die Blütezeit ist von August (in China von Juni) bis September. Viele Blüten stehen dicht, in kerzenförmigen, rispigen Blütenständen von 8 bis 37 Zentimeter Länge. Die basalen, dicht braun behaarten Rispenäste sind mit einer Länge von 4 bis 11,5 Zentimetern relativ lang, sie verzweigen spitzwinklig nach oben. An den Ästen sind jeweils Tragblätter vorhanden.
Die Blüten sind fünfzählig mit doppelter Blütenhülle. Die kleinen Kelchblätter sind an der Spitze drüsig bewimpert. Die fünf Kronblätter sind rosafarben bis purpur, linealisch-spatelig und 4 bis 5 Millimeter lang, sie sind am Ende spitz. Es sind 10 kurze Staubblätter und zwei oberständige, im unteren Teil verwachsene Stempel vorhanden.
Es werden kleine Kapselfrüchte gebildet.
Die Chromosomenzahl beträgt 2n = 14.

## Vorkommen
Die Chinesische Prachtspiere kommt in China, Japan, Korea und Ostsibirien in Wäldern und an Waldrändern, auf Wiesen und entlang von Fließgewässern vor. In China gedeiht sie in Höhenlagen von 400 bis 3600 Metern.

## Nutzung
Die Chinesische Prachtspiere wird als Zierpflanze in der Nähe von Gehölzgruppen und in Staudenbeete gepflanzt sowie als Schnittblume genutzt. Gartenbaulich wird eine Reihe von Varietäten unterschieden, die sich nicht unbedingt immer mit den botanisch unter diesen Namen beschriebenen Sippen decken. Die Varietät Astilbe chinesis var. pumila erreicht Wuchshöhen von 25 bis 30 Zentimeter und ist unempfindlicher gegen Trockenheit. Astilbe chinensis var. davidii wird 120 bis zu 150 Zentimeter hoch. Astilbe chinensis var. tarquetii wird bis zu 120 cm hoch 1900 wurde die erste Pflanze der var. chinensis in England eingeführt, 1901 die var. davidii aus dem Norden Ostasiens und 1911 die var. pumila aus Tibet.
Die meisten angebauten Garten-Astilben gehören zu Astilbe × arendsii, der Hybrid-Prachtspiere. An dieser formenreichen Gruppe ist teilweise Astilbe chinensis als eine der Elternarten beteiligt.

## Taxonomie
Die Art wurde als Hoteia chinensis im Jahr 1859 von dem Botaniker Karl Johann Maximowicz erstbeschrieben, Typuslokalität ist das Amurgebiet im Grenzbereich zwischen China und Russland.
Astilbe chinensis gehört in die Astilbe rubra-Artengruppe, ein taxonomisch schwieriges Aggregat. Innerhalb dieser Gruppe werden von verschiedenen Systematikern unterschiedlich viele Arten unterschieden. Einige Autoren synonymisieren den Artnamen chinensis mit rubra, vermutlich der Kew Plant List folgend, die sich auf die  World Checklist of Selected Plant Families beruft. Morphologisch unterscheiden sich beide etwa durch die Behaarung der Kelchblätter, diese sind bei Astilbe chinensis außen glatt, bei Astilbe rubra (in Korea) außen drüsenhaarig.
Bei einer Untersuchung im Jahr 2013 durch Wei-Dong Zhu und Kollegen waren nahe verwandt die Art Astilbe koreana (Komar.) Nakai und Astilbe rubra Hook.f. & Thoms., allerdings nur die mit diesem Namen bezeichneten Exemplare der Art aus Korea, während diejenigen aus Südwest-China entfernter verwandt waren. Dies deutet darauf hin, dass diese Art nicht monophyletisch ist. Die Autoren weisen darauf hin, dass die Gliederung der Art Astilbe chinensis in Unterarten unklar sei. Auf Schwierigkeiten, Astilbe chinensis var. davidii von der typischen Form zu unterscheiden, hatte der österreichische Botaniker Fritz Knoll schon 1909 hingewiesen. Brian W. Trader fasst in seiner Dissertation die Sippe hingegen sogar als eigene Art Astilbe davidii auf.